# John B. Mansbridge
John B. Mansbridge (Dakota do Sul, 20 de março de 1917 — Nova Iorque, 11 de janeiro de 2016) foi um diretor de arte norte-americano.